# 举起手来：追击阿多丸
《举起手来：追击阿多丸》（英語：Hands Up 2）是2010年9月9日在中国大陆上映的战争喜剧片。

## 剧情
1945年，日本面临全面溃败和战略收缩，他们从中国掠夺了大量的文物，准备用一艘名叫阿多丸的舰船带回到日本本土，为了挽救文物，随后厨师郭大叔和女兵小刘与其展开了殊死搏斗。

## 演员
| 演员   | 角色         | 备注                                            |
| 潘长江 | 中村下等兵   | 特点是罗圈腿。                                  |
| 郭达   | 郭厨师       | 日军胁迫的中国厨师，真实身份是中共地下党员。    |
| 刘薇   | 我/妈妈/外婆 | 旁白，女兵小刘                                  |
| 冯薇朵 |              | 厨师的孙女。                                    |
| 戴菲菲 | 赵小姐       | 潜伏在日军特务机关长达14年的中共间谍，代号0号。 |
| 胡晓光 | 太君         | 日军头目。                                      |
| 尹国华 | 翻译官       | 日军翻译官。                                    |
| 宝德   | 连长         | 抗日八路军连长。                                |
| 吉尔米 | 飞行员       | 美国援华部队飞虎队成员。                        |
| 张晓宁 | 士兵         | 特点是独眼龙。                                  |
| 史蒂文 | 潜艇船长     | 美军潜艇船长。                                  |

## 制作
该片为纪念中国抗日战争胜利65周年的宣传片。导演冯小宁将日本侵略者设计成为“一群蠢猪”，以戏谑的电影手法，在中国共产党、中国国民党、美国飞虎队的合力之下，步步败退，颇具喜剧气氛。电影发行的最低票价为5人民币。
该片的片尾还提及了中日之间的釣魚臺列嶼主權問題并明确表明釣魚臺列嶼属于中国：当一心想要返回日本老家的中村下等兵坐着美军潜艇发射的鱼雷在一个小岛上登陆时，在那裡遇到了一位渔民（由导演冯小宁饰演），他先是用日语、之后是汉语问道：“（大叔），这里是日本吗？”（括号部分仅见于日语），然而那位渔民是中国人，用汉语回答道：“日本？你走错道儿啦，这叫釣魚臺，是中国！”，说完，渔民拿起鱼叉，对着日本兵怒吼：“举起手来！！！”
该片提及的船隻阿多丸，其原型為1945年4月1日被美國海軍擊沉的日本郵船阿波丸，掠夺的大量文物則呼應了北京猿人頭骨曾藏於此船的傳聞，而片中日军计划对美国本土发动的「风」字号作战行动（用大型气球挂载细菌炸弹沿着高速氣流吹送到美国本土後降落爆炸）原型也是源自於日本在二戰時期對美国本土發動的一系列气球炸弹轟炸事件。

## 外部连接
- 豆瓣电影上《举起手来：追击阿多丸》的資料 （简体中文）
- 时光网上《举起手来：追击阿多丸》的資料（简体中文）
- 互联网电影数据库（IMDb）上《举起手来：追击阿多丸》的资料（英文）